# Mircea Hoinic

Mircea Hoinic

Mircea Hoinic (n. 11 septembrie 1910, Cernăuți; d. 19 martie 1986, Timișoara) a fost un compozitor, dirijor de cor și profesor de muzică român.

## Biografie
Mircea Hoinic s-a născut la data de 11 septembrie 1910 în orașul Cernăuți. După absolvirea studiilor elementare la Liceul Aron Pumnul din Cernăuți, a urmat cursurile Facultății de Teologie din Cernăuți și ale Consrevatorului de Muzică din București.
A luptat în cel de-al doilea război mondial, fiind rănit pe frontul din Rusia. După război, a devenit profesor de Teoria muzicii și Solfegiu la Conservatorul de Muzică din Timișoara (1946). S-a căsătorit cu Galina Jurba (Hoinic) în anul 1947.
Lucrează apoi ca violoncelist (1950-1960) și dirijor de cor (1951-1972) al Filarmonicii Banatul din Timișoara. A fost ales ca membru al Uniunii Compozitorilor din România, înființând și conducând corul Filarmonicii „Banatul” (1951-1972) și corul de cameră Cantilena (1972-1978).
În prezent, o stradă din municipiul Timișoara poartă numele său.

## Compoziții
Printre compozițiile lui Mircea Hoinic menționăm următoarele:
- Divertisment pentru Orchestră de Coarde (1954)
- Concert pentru Violoncel și Orchestră (1957)
- Suita concertantă pentru Flaut și Orchestră de Coarde (1959)
- Suitele No.1 și 2 pentru baletul „Colorado” (1960)
- Muzică de teatru pentru „Mugurel și Floricica Albastră” (1961)
- Simfonia 1 (1968)
- „Schiță la o Frescă” pentru Orchestră (1970)
- Simfonia 2 (1976)